# Selaginella fragillima
Selaginella fragillima là một loài dương xỉ trong họ Selaginellaceae. Loài này được Silveira mô tả khoa học đầu tiên năm 1898.